# Daisy Taylor
Daisy Taylor (Los Angeles, 28 maggio 1998) è un'attrice pornografica statunitense transessuale.

## Biografia e carriera pornografica
Ha debuttato nel porno nel 2018 caricando video su Pornhub con Jordan, suo marito all'epoca; il 20 dicembre dello stesso anno ha pubblicato nel sito Grooby Girls la prima scena professionistica Starlett Is Born - Daisy Taylor, diretta da Buddy Wood.
Ha girato per i siti Evil Angel, Trans Angels, con cui ha un contratto in esclusiva dal 2019, Transsensual, Kink.com ed è stata la prima pornostar transessuale a girare una scena per Brazzers.
Nel 2020 ha ricevuto le prime nomination per gli AVN Awards nelle categorie Performer transessuale dell'anno e Miglior scena di sesso transessuale per Balls Deep in My Balloons.
Ha partecipato a più di 130 film porno tra i quali Buddy Wood's Hollywood Transsexual, Family Transformation e My Best Friend's Ts.
Nel 2020 ha vinto il premio come Most Popular Trans Performer, nel 2021 i Transgender Erotica Awards per Migliore scena boy/girl, Pornhub model of the year e Best Hardcore Performer. Agli XRCO Award nell'ottobre 2021 riceve il premio come Trans Performer of the Year. Nel 2024 ottiene l'AVN Award come miglior attrice transessuale dell'anno per Daisy's Flower Box, girata per la casa di produzione TransAngels.

## Filmografia

### Pornografici
- Daisy's Flower Box (2024)
- Transfixed (serie TV) - 2 episodi (2021-2023)
- Transfixed Volume Seven, regia di Bree Mills (2022)
- TransAngels (serie TV) - 14 episodi (2019-2021)
- PansexualX Porn Crush, regia di Aiden Starr (2021)
- Daisy Taylor: TS Superstar, regia di Buddy Wood (2021)
- Pornstars Like It Big (serie TV) - 1 episodio (2021)
- TS Factor 14, regia di Joey Silvera (2021)
- Gender X Films (serie TV) (2020)
- Hollywood Transsexuals Vol. 1, regia di Buddy Wood (2020)
- Bitch Craft, sceneggiatura di Daisy Taylor (2020)
- TS Taboo 5: All in the Family, regia di Ricky Greenwood (2020)
- TS Factor (serie TV) - 1 episodio (2020)
- TS Wife Swap 3, regia di Ricky Greenwood (2020)
- The Path to Forgiveness, regia di Whitney Wright (2020)
- Trans-Active 2, regia di Joey Silvera (2019)
- My TS Stepdaughter Vol. 2, regia di Ricky Greenwood (2019)
- My Best Friend's TS Girlfriend, regia di Ricky Greenwood (2019)
- The Path to Forgiveness Part 5, regia di Whitney Wright (2019)
- T.S. 101, regia di Jim Powers (2019)
- The Path to Forgiveness Part 3, regia di Whitney Wright (2019)
- The Path to Forgiveness Part 2, regia di Whitney Wright (2019)
- The Path to Forgiveness Part 1, regia di Whitney Wright (2019)
- Trans-Active, regia di Joey Silvera (2019)
- TS Now! 4, regia di Joey Silvera (2019)
- Pledge Night, regia di Whitney Wright (2019)
- Family Transformation, regia di Jim Powers (2019)
- Grooby Girls (serie TV) - 1 episodio (2018)

## Riconoscimenti
AVN Awards
- 2023 - Favorite Trans Porn Star (Fan Award)[16]
- 2024 - Best Thespians - Trans X per Daisy's Flower Box[17]
- 2024 - Favorite Trans Porn Star (Fan Award)[18]
- 2025 - Favorite Trans Porn Star (Fan Award)[19]

XRCO Award
- 2021 – Trans Performer of the Year[20]

Transgender Erotica Awards
- 2019 -  Fan Choice Award[21]
- 2020 - Best Boy/Girl Scene per Family Transformation con Jordan Taylor[22]
- 2020 - Pornhub Model of the Year con Trip Richards[22]
- 2021 - Best Hardcore Performer[23]
- 2021 - Best Boy/Girl Scene per Family Transformation con Dante Colle[23]
- 2021 - Pornhub Model of the Year con AydenPOV[23]